# Bufotes zamdaensis
Bufotes zamdaensis es una especie de anfibios anuros de la familia Bufonidae.

## Distribución geográfica yhábitat
Es endémica del sudoeste del Tíbet (China). Su rango altitudinal oscila alrededor de 2900 m s. n. m..